# روبي إيرل
روبي إيرل (بالإنجليزية: Robbie Earle)‏ (مواليد 27 يناير 1965) هو لاعب كرة قدم. يلعب مع منتخب جامايكا لكرة القدم. سبق له أن لعب في كأس العالم لكرة القدم مع منتخب بلاده.

## مسيرته الكروية
لعب روبي إيرل خلال مسيرته الاحترافية مع ناديين في ثمانية عشر موسمًا وسجل خلالها 136 هدف ضمن 578 مباراة. ولم يفز بأي موسم بالكأس أو بالدوري.
خاض روبي إيرل مسيرته مع نادي بورت فايل في موسم 1982–83 ليلعب معه تسعة مواسم، مشاركًا في 294 مباراة سجل خلالها 77 هدفًا. ثم انتقل إلى نادي ويمبلدون في موسم 1991–92 ليلعب معه تسعة مواسم، حيث شارك في 284 مباراة سجل خلالها 59 هدفًا.

## روابط خارجية
- روبي إيرل على موقع IMDb (الإنجليزية)
- روبي إيرل على موقع قاعدة بيانات الفيلم (الإنجليزية)

- روبي إيرل على موقع الاتحاد الدولي (مؤرشف)  (الإنجليزية)
- روبي إيرل على موقع قاعدة بيانات كرة القدم.إي يو (الإنجليزية)
- روبي إيرل على موقع ناشيونال فوتبول تيمز (الإنجليزية)
- روبي إيرل على موقع Soccerbase.com (لاعب) (الإنجليزية)
- روبي إيرل على موقع Soccerway.com (الإنجليزية)
- روبي إيرل على موقع عالم كرة القدم.نت (الإنجليزية)